# Pinsebevægelsen på Færøerne
Pinsebevægelsen på Færøyene er en sammenslutning af fire selvstændige menigheder på Færøerne, to i Tórshavn og to i hhv. Skopun og Vestmanna. Menighederne deler lære og fællesskab med den nordiske og internationale pinsebevægelse.
Pinsevækkelsen kom først til Færøerne via Petra Andersen, som havde boet i Norge og deltaget i pinsebevægelsens møder der. Hun kom tilbage til Færøerne sommeren 1924, og begyndte at holde bønnesamlinger med sine venner i sit eget hjem. Ved et sådant bønnemøde 2. juledag 1924 blev hun og nogle af hendes venner åndsdøbt og begyndte at tale i tunger.
I 1936 mellemlandede den norske forkynder Thomas Ball Barratt på Færøerne undervejs fra Norge til Island, og under hans besøg blev den første pinsemenighed på Færøerne grundlagt med 21 medlemmer. Ved hjælp af tilrejsende prædikanter fra Norge og Danmark voksede vækkelsen, og det første menighedshus, Evangeliihúsið, blev bygget umiddelbart efter.
I 1972 blev menigheden i Tórshavn splittet, og den nye menighed "Filadelfia" grundlagt.
Pinsebevægelsen er det tredje største trossamfund på Færøerne efter Fólkakirkjan og Brøðrasamkoman, men talte i 1991 alligevel bare 1,5 % af øernes infbyggere.